# Kantelacija (geometrija)
Kantelácija je v geometriji postopek, ki odreže pravilne politope na njihovih robovih ali ogliščih in pri tem nastanejo nove facete tam, kjer je prej bil rob ali oglišče.
Ta postopek se lahko uporabi tudi za pravilna tlakovanja in za satovje. 
Kantelacijo lahko prikažemo s Schläflijevim simbolom t0,2{p,q,...}.
Za poliedre postopek kantelacije nudi neposredno zaporedje od pravilnega poliedra do njegovega duala.
Postopek kantelacije pri poliedrih in tlakovanjih imenujemo  tudi razširitev oziroma raztegnitev.
Na naslednji sliki je prikazano zaporedje kantelacij med kocko in oktaedrom.
Za višje razsežne politope lahko z neposrednim zaporedjem kantelacij preidemo od pravilnega politopa do njegove dvojno kantelirane (bikantelirane) oblike. Tako je kubooktaeder kantelirana oblika tetraedra.  
Izraz je skoval Harold Scott MacDonald Coxeter (1907 – 2003). (angleško)